# 米赫尼夫
50°3′47″N 26°41′8″E / 50.06306°N 26.68556°E
米赫尼夫（烏克蘭語：Михнів），是烏克蘭西部的村莊，隸屬赫梅利尼茨基州的舍佩蒂夫卡區。該村面積3.12平方公里，海拔高度234米，2001年人口934，人口密度每平方公里299.2人。